# Bacino di Taipei

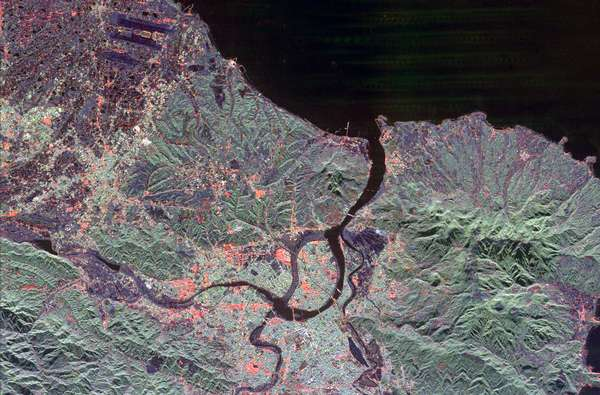
Taipei è l'area azzurro chiara e rossa nel centro inferiore dell'immagine. una porzione della cita si trova su un'isola circondata dai fiumi Keelung e Danshui. Cartina del radar spaziale della NASA

Il bacino di Taipei (cinese tradizionale: 臺北盆地/台北盆地) è una regione geografica nella parte settentrionale dell'isola di Taiwan. È il secondo maggiore bacino dell'isola. È circondato dal parco nazionale Yangmingshan a nord, dall'altopiano di Linkou ad ovest e dalla cresta dei Monti Xueshan (cinese tradizionale: 雪山山脈) a sudovest. La forma del bacino è simile ad un triangolo. I tre vertici sono Nangang, Huilong di Xinzhuang e Guandu di Beitou.
I fiumi principali nel bacino di Taipei includono il  Danshui, il Keelung, il Dahan e lo Xindian. 
Nell'era preistorica, il bacino di Taipei fu sede delle tribù ketagalan. I cinesi han non si stabilirono nella regione fino al XVIII secolo. Oggi, il bacino di Taipei ricade nei confini amministrativi della città e della contea di Taipei ed è la più grande area metropolitana di Taiwan.